# Кироју-Сату Ноу (Јаломица)
Кироју-Сату Ноу (рум. Chiroiu-Satu Nou) насеље је у Румунији у округу Јаломица у општини Драгоешти. Oпштина се налази на надморској висини од 64 m.

## Становништво
Према подацима из 2002. године у насељу је живело 53 становника, од којих су сви румунске националности.